# Hectopsylla stomis
Hectopsylla stomis är en loppart som beskrevs av Jordan 1925. Hectopsylla stomis ingår i släktet Hectopsylla och familjen Tungidae. Inga underarter finns listade i Catalogue of Life.